# Samuel Schillinger
Samuel Schillinger (2. března 1903 Užhorod – 15. února 1998) byl fotbalista pražského německého klubu DFC Prag, záložník, reprezentant Československa.

## Fotbalová kariéra
Za československou reprezentaci odehrál v letech 1926–1929 čtyři utkání, v listině střelců záznam nemá. V československé lize nastoupil ve 3 utkáních.

## Ligová bilance
| Ročník                        | Zápasy | Góly | Klub     |
| ----------------------------- | ------ | ---- | -------- |
| Asociační liga 1925           | 3      | 0    | DFC Prag |
| CELKEM 1. československá liga | 3      | 0    |          |